# Duplo (Schokoriegel)

Produktlogo

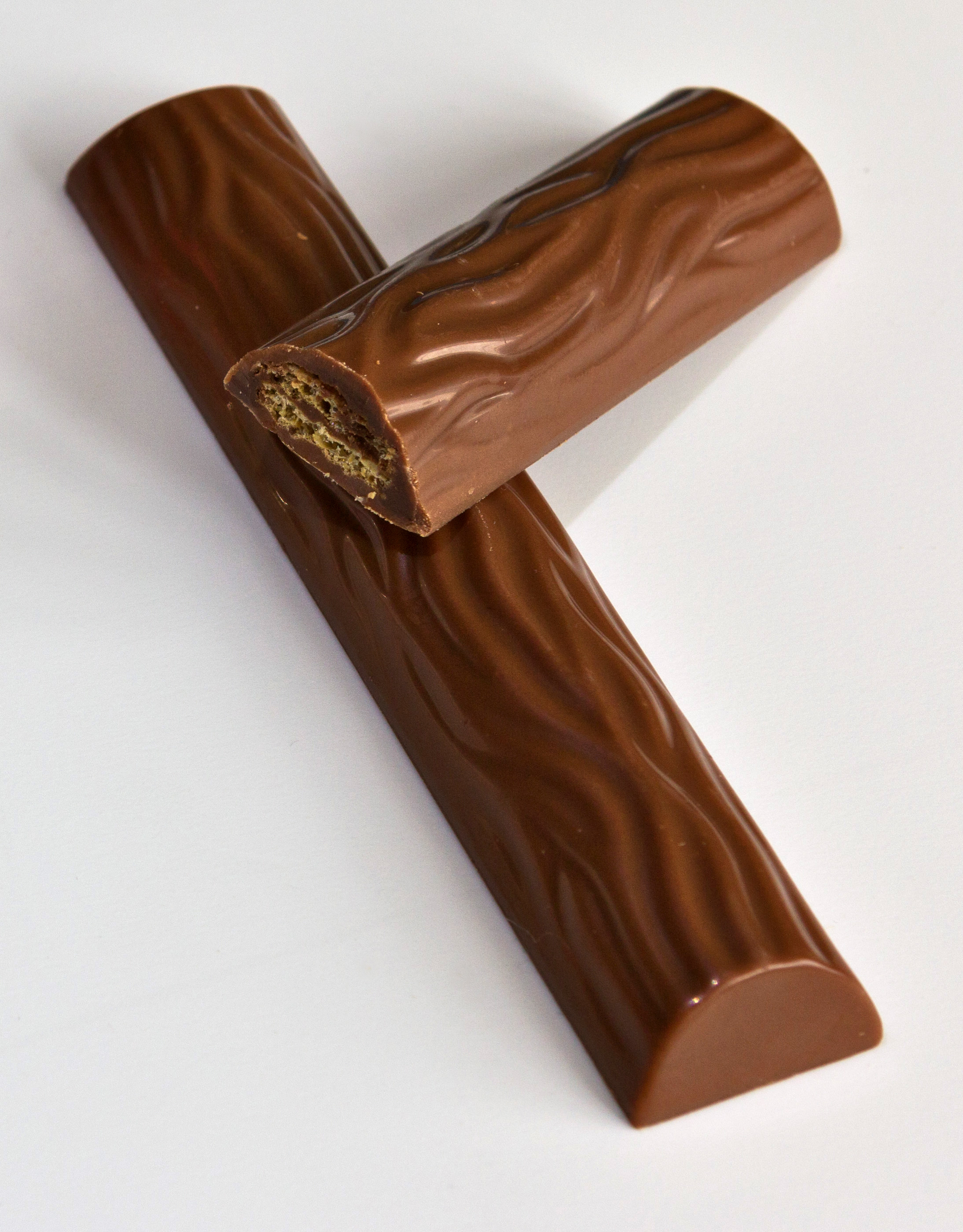
Duplo-Schokoriegel

Duplo (Eigenschreibweise: duplo) ist ein Schokoriegel des italienischen Unternehmens Ferrero. Er wurde in Deutschland 1964 auf den Markt gebracht. Der Name ist lateinischer Herkunft (duplex oder duplus bedeutet „doppelt“) und ist als eingetragene Marke geschützt.

## Inhaltsstoffe
Ein Schokoriegel wiegt 18,2 Gramm, ist 11,25 cm lang, 2,2 cm breit und besteht zu 83,9 Prozent aus Zucker und Fett.
Gefüllte Vollmilchschokolade mit Waffel (7 %) und Nougatcreme (17 %)
Zutaten (04.2019): Vollmilchschokolade 49,5 % (Zucker, Kakaobutter, Vollmilchpulver, Kakaomasse, Emulgator Lecithine (Soja), Vanillin), Zucker, pflanzliche Fette (Palm, Shea), Weizenmehl, Haselnüsse (5,5 %), fettarmer Kakao, Süßmolkenpulver, Emulgator Lecithine (Soja), eiweißangereichertes Molkenpulver, Weizenstärke, Salz, Backtriebmittel: Ammoniumcarbonate, Natriumhydrogencarbonat; Vanillin. Kann Mandeln enthalten.
Als Nährwerte sind angegeben (pro 100 g):
| Gehalt                          | je 100 g   |
| ------------------------------- | ---------- |
| Energie (kJ/kcal)               | 2316 / 555 |
| Fett (g)                        | 33,5       |
| davon gesättigte Fettsäuren (g) | 19,1       |
| Kohlenhydrate (g)               | 56,0       |
| davon Zucker (g)                | 50,4       |
| Eiweiß (g)                      | 6,1        |
| Salz (g)                        | 0,191      |

## Produktvarianten
Seit April 2007 gibt es den Schokoriegel in Deutschland auch in einer Zartbitter-Ausführung, bei der die Umhüllung statt aus Vollmilchschokolade aus 73,5 Prozent kakaohaltiger Zartbitterschokolade besteht. 2009 wurde eine Variante mit Zartbitterschokolade und Kokos, 2010 eine mit Mandel, sowie 2013 Duplo White eingeführt. Seit 2016 wird auch Duplo Caramel angeboten. 2018 wurde eine limitierte Aktion mit Milchcreme sowie Typ Spekulatius eingeführt. 2024 gibt es, als Sommeredition beworben, die Variante Duplo Cocos.
In Italien, Frankreich, Griechenland und Tschechien bietet Ferrero ebenfalls einen Schokoriegel gleichen Namens an, der sich jedoch von dem in Deutschland  angebotenen Produkt unterscheidet. So enthält er weiße Schokolade. In Deutschland wird dieser mittlerweile unter dem Namen „Duplo Chocnut“ angeboten.

## Werbung
In Werbespots wird der Schokoriegel ironisierend in Bezug zu einer Praline gesetzt: "Duplo - Die wahrscheinlich längste Praline der Welt."
Zu sportlichen Großereignissen, wie etwa Fußball-Welt- und -Europameisterschaften gibt der Hersteller eine Serie Klebebilder mit Spielern der deutschen Nationalmannschaft heraus. Die einzelnen Bilder finden sich dabei auch in anderen Produkten des Herstellers.
In den neueren Werbespots wird aus der Verpackung eines Schokoriegels ähnlich wie beim Origami eine Figur gebastelt. Diese nachzubasteln ist mit Anleitungen möglich, die der Hersteller im Internet veröffentlicht.